# Jussef Takla
Jussef Selim Takla – prawnik i polityk libański, katolik-melchita, sekretarz stanu w rządzie Fuada Siniory, syn Selima Takli.